# Phyllophaga cubana
Phyllophaga cubana är en skalbaggsart som beskrevs av Chapin 1932. Phyllophaga cubana ingår i släktet Phyllophaga och familjen Melolonthidae. Inga underarter finns listade i Catalogue of Life.